# Rafael Ponce
Rafael Ponce de León (La Plata, Buenos Aires, Argentina, 27 de noviembre de 1921) es un exfutbolista argentino. Jugaba de delantero y su primer club fue River Plate.

## Carrera
Comenzó su carrera en 1940 jugando para River Plate. Jugó para el club hasta 1945. En ese año se pasó a las filas del Banfield. Juega para el club hasta 1948. En ese año se fue a España para formar parte de las filas del Deportivo de La Coruña. Jugó para el club español hasta 1951. En 1952 regresó a la Argentina para formar parte de las filas del Independiente, donde juega hasta 1960, cuando definitivamente se retiró del fútbol.

## Clubes
| Club                   | País      | Año       |
| ---------------------- | --------- | --------- |
| River Plate            | Argentina | 1940-1945 |
| CA Banfield            | Argentina | 1945-1948 |
| Deportivo de La Coruña | España    | 1948-1951 |
| CA Independiente       | Argentina | 1952-1960 |

- Datos: Q6097815